# Nitraria schoberi
Nitraria schoberi är en harmelbuskväxtart som beskrevs av Carl von Linné. Nitraria schoberi ingår i släktet Nitraria och familjen harmelbuskväxter.

## Underarter
Arten delas in i följande underarter:
- N. s. caspica
- N. s. faurei
- N. s. roborowskii